# Purbasari (Karangjambu)
Purbasari is een bestuurslaag in het regentschap Purbalingga van de provincie Midden-Java, Indonesië. Purbasari telt 5162 inwoners (volkstelling 2010).